# How Do You Like Me Now?!
How Do You Like Me Now?! è il quinto album in studio del cantautore statunitense Toby Keith, pubblicato il 2 novembre 1999.

## Tracce
1. How Do You Like Me Now – 3:27 (Toby Keith, Chuck Cannon)
2. When Love Fades – 3:04 (Toby Keith, Chuck Cannon)
3. Blue Bedroom – 3:28 (Toby Keith, Chuck Cannon)
4. New Orleans – 4:11 (Mark D. Sanders, Bob DiPiero, Steve Seskin)
5. Country Comes to Town – 3:38 (Toby Keith)
6. Heart to Heart (Stelen's Song) – 3:33 (Toby Keith)
7. She Only Gets That Way with Me – 2:29 (Toby Keith, Scotty Emerick)
8. Die with Your Boots On – 3:05 (Toby Keith, Jim Femino)
9. You Shouldn't Kiss Me Like This – 3:43 (Toby Keith)
10. Hold You, Kiss You, Love You – 3:13 (Byron Hill, Jack Jones, Frank Mickey Jones Jr)
11. Do I Know You (Bottom of My Heart) – 3:35 (Toby Keith)
12. I Know a Wall When I See One – 3:13 (J. B. Rudd, Jerry Salley)

## Classifiche

### Classifiche settimanali
| Classifica (2000) | Posizione massima |
| ----------------- | ----------------- |
| Stati Uniti       | 56                |

### Classifiche di fine anno
| Classifica (2000) | Posizione |
| ----------------- | --------- |
| Stati Uniti       | 170       |
| Classifica (2001) | Posizione |
| Stati Uniti       | 131       |